# Dii (langue)
Pour les articles homonymes, voir Dii.
Le dii ou duru est une langue adamaoua-oubanguienne de la région de l'Adamaoua et de la région du Nord du Cameroun. Il est parlé par près de 50 000 personnes.

## Écriture
| Majuscules | Majuscules | Majuscules | Majuscules | Majuscules | Majuscules | Majuscules | Majuscules | Majuscules | Majuscules | Majuscules | Majuscules | Majuscules | Majuscules | Majuscules | Majuscules | Majuscules | Majuscules | Majuscules | Majuscules | Majuscules | Majuscules | Majuscules | Majuscules | Majuscules | Majuscules | Majuscules | Majuscules | Majuscules | Majuscules | Majuscules | Majuscules | Majuscules | Majuscules | Majuscules | Majuscules | Majuscules | Majuscules | Majuscules | Majuscules | Majuscules | Majuscules | Majuscules | Majuscules | Majuscules | Majuscules | Majuscules |
| ---------- | ---------- | ---------- | ---------- | ---------- | ---------- | ---------- | ---------- | ---------- | ---------- | ---------- | ---------- | ---------- | ---------- | ---------- | ---------- | ---------- | ---------- | ---------- | ---------- | ---------- | ---------- | ---------- | ---------- | ---------- | ---------- | ---------- | ---------- | ---------- | ---------- | ---------- | ---------- | ---------- | ---------- | ---------- | ---------- | ---------- | ---------- | ---------- | ---------- | ---------- | ---------- | ---------- | ---------- | ---------- | ---------- | ---------- |
| A          | B          | Ɓ          | D          | E          | Ɛ          | Ə          | F          | G          | Gb         | H          | I          | Ɨ          | L          | M          | ʼM         | Mb         | Mgb        | N          | ʼN         | Nd         | Nz         | Ŋ          | Ŋg         | O          | Ɔ          | R          | S          | U          | Ʉ          | V          | Vb         | W          | ʼW         | Y          | ʼY         | Z          |            |            |            |            |            |            |            |            |            |            |
| Minuscules |            |            |            |            |            |            |            |            |            |            |            |            |            |            |            |            |            |            |            |            |            |            |            |            |            |            |            |            |            |            |            |            |            |            |            |            |            |            |            |            |            |            |            |            |            |            |
| a          | b          | ɓ          | d          | e          | ɛ          | ə          | f          | g          | gb         | h          | i          | ɨ          | l          | m          | ʼm         | mb         | mgb        | n          | ʼn         | nd         | nz         | ŋ          | ŋg         | o          | ɔ          | r          | s          | u          | ʉ          | v          | vb         | w          | ʼw         | y          | ʼy         | z          |            |            |            |            |            |            |            |            |            |            |

La nasalisation est habituellement indiquée à l’aide de la cédille sous la voyelle nasalisée : ‹ a̧, ȩ, ə̧, i̧, o̧, u̧ › ; les voyelles ‹ ɨ, ɔ, ʉ › ne sont pas nasalisées.
Les tons ne sont pas habituellement indiqués mais peuvent l’être à l’aide de diacritique selon les règles de l’Alphabet général des langues camerounaises :
- le ton haut est indiqué à l’aide de l’accent aigu : ‹ á, á̧, é, ȩ́, ə́, ə̧́, í, í̧, ɨ́, ó, ó̧, ɔ́, ú, ú̧, ʉ́ › ;
- le ton bas est indiqué à l’aide de l’accent grave : ‹ à, à̧, è, ȩ̀, ə̀, ə̧̀, ì, ì̧, ɨ̀, ò, ò̧, ɔ̀, ù, ù̧, ʉ̀ › ;
- le ton moyen est indiqué par l’absence de diacritique : ‹ a, a̧, e, ȩ, ə, ə̧, i, i̧, ɨ, o, o̧, ɔ, u, u̧, ʉ ›.